# Міколай Семп-Шажинський
Міколай Семп-Шажинський (пол. Mikołaj Sęp Szarzyński; бл. 1550, Зимна Вода, Королівство Польське — бл. 1581, Волиця, Річ Посполита) — польський поет на зламі епох Відродження та бароко, перекладач творів іспанського богослова Луїса де Гранади; найвидатніший творець старопольської літератури, поряд з Яном Кохановським. Іноді вважається попередником польського бароко (разом з Себастьяном Грабовецьким) і найвидатнішим представником метафізичного напряму в польській поезії цього періоду. Автор патріотичних віршів, роздумів та філософських сонетів, пісень, епітафій та еротичних віршів у дусі маньєризму. Рідний брат Якуба Семп-Шажинського.

## Біографія
Належав до старого шляхетського роду гербу Юноша. Навчався у Львові, Віттенберзі, Лейпцизі, мандрував по Італії та Швейцарії. Можливо, належав до протестантів. Коли повернувся до Польщі, був наближеним до кіл домініканців та єзуїтів.

## Творчість
Писав польською та латинською мовами. Його метафізичну лірику рахують передвістям бароко. Від всього написаного поетом збереглося лише близько 50 творів 1568—1581 років, виданих його братом у вигляді збірки «Ритми, або Польські вірші» (пол. «Rytmy abo wiersze polskie», 1601). Серед них виділяються метафізичні сонети та переклади псалмів. Відомими є зразки його військово-патріотичної лірики — пісні «O Fridruszu, który pod Sokalem zabit od Tatarów roku Pańskiego 1519» (укр. «Про Фрідруша, убитого татарами під Сокалем року Господнього 1519») та «O Strusie, który zabit na Rastawicy od Tatarów roku Pańskiego 1571» (укр. «Про Струся, убитого татарами на Раставиці року Господнього 1571»). Інша частина спадщини втрачена.

## Спадщина
Поезія Семпа-Шажинського, знову затребувана польською літературою у 1950-х-1960-х роках, вплинула на Збіґнєва Герберта, Я. М. Римкевича, Б. Мая та багатьох інших. Вірші Шажинського постійно перевидаються, входять до найкращих антологій польської поезії. Твори польського поета перекладають та досліджують в Україні в українсько-польських виданнях, зокрема, в українсько-польському електронному часописі «Кременецький культурний контекст» та часописі «Посестри».

## Переклади
- Міколай Семп-Шажинський Лірика / переклад О. Глотова // Посестри. — № 106. — 2024. — 11 квітня.